# Sikorsky R-4
Sikorsky R-4 je bil dvosedežni vojaški helikopter, ki ga je zasnoval rusko-ameriški konstruktor Igor Sikorski. Imel je trikraki glavni rotor, ki ga je poganjal zvezdasti motor. R-4 je bil prvi serijsko proizvajani večji helikopter.  Uporabljali so ga USAF, Ameriška mornarica, Ameriška obalna straža in RAF.
VS-316 (XR-4) je bil zasnovan na osnovi VS-300. XR-4 je prvič poletel 13. januarja 1942. Nov helikopter je podrl  vse prejšnje rekorde v času leta, višini in hitrosti.

## Tehnične specifikacije (R-4B)
Splošne karakteristike
- Posadka: 1
- Število sedežev: 1
- Dolžina: 33 ft 8 in (10,2 m)
- Premer rotorja: 38 ft (11,5 m)
- Višina: 12 ft 5 in (3,8 m)
- Teža praznega letala: 2098 lb (952 kg)
- Naložena teža: 2581 lb (1170 kg)
- Pogon letala: 1 ×  batni motor Warner R-550, 200 KM (149 kW)

 Zmogljivost 
- Maks. hitrost: 75 mph (120 km/h)
- Potovalna hitrost: 65 mph (105 km/h)
- Višina leta: 8000 ft (2400 m)